# Veta socken
Veta socken i Östergötland ingick i Vifolka härad, ingår sedan 1971 i Mjölby kommun och motsvarar från 2016 Veta distrikt.
Socknens areal är 21,2 kvadratkilometer, varav 20,95 land. År 2000 fanns här 2 369 invånare. Tätorten Spångsholm och en del av Mantorp samt kyrkbyn Veta med sockenkyrkan Veta kyrka ligger i socknen. 

## Administrativ historik
Veta socken har medeltida ursprung.
Vid kommunreformen 1862 övergick socknens ansvar för de kyrkliga frågorna till Veta församling och för de borgerliga frågorna till Veta landskommun. Landskommunen inkorporerades 1952 i Vifolka landskommun och ingår sedan 1971 i Mjölby kommun.  Församlingen utökades 2010.
1 januari 2016 inrättades distriktet Veta, med samma omfattning som församlingen hade 1999/2000.  
Socknen har tillhört samma fögderier och domsagor som Vifolka härad.  De indelta soldaterna tillhörde  Första livgrenadjärregementet, Stångebro kompani och Andra livgrenadjärregementet, Vifolka kompani.

## Geografi
Veta socken ligger öster om Mjölby kring Svartån. Socknen är en slättbygd på Östgötaslätten.

## Fornlämningar

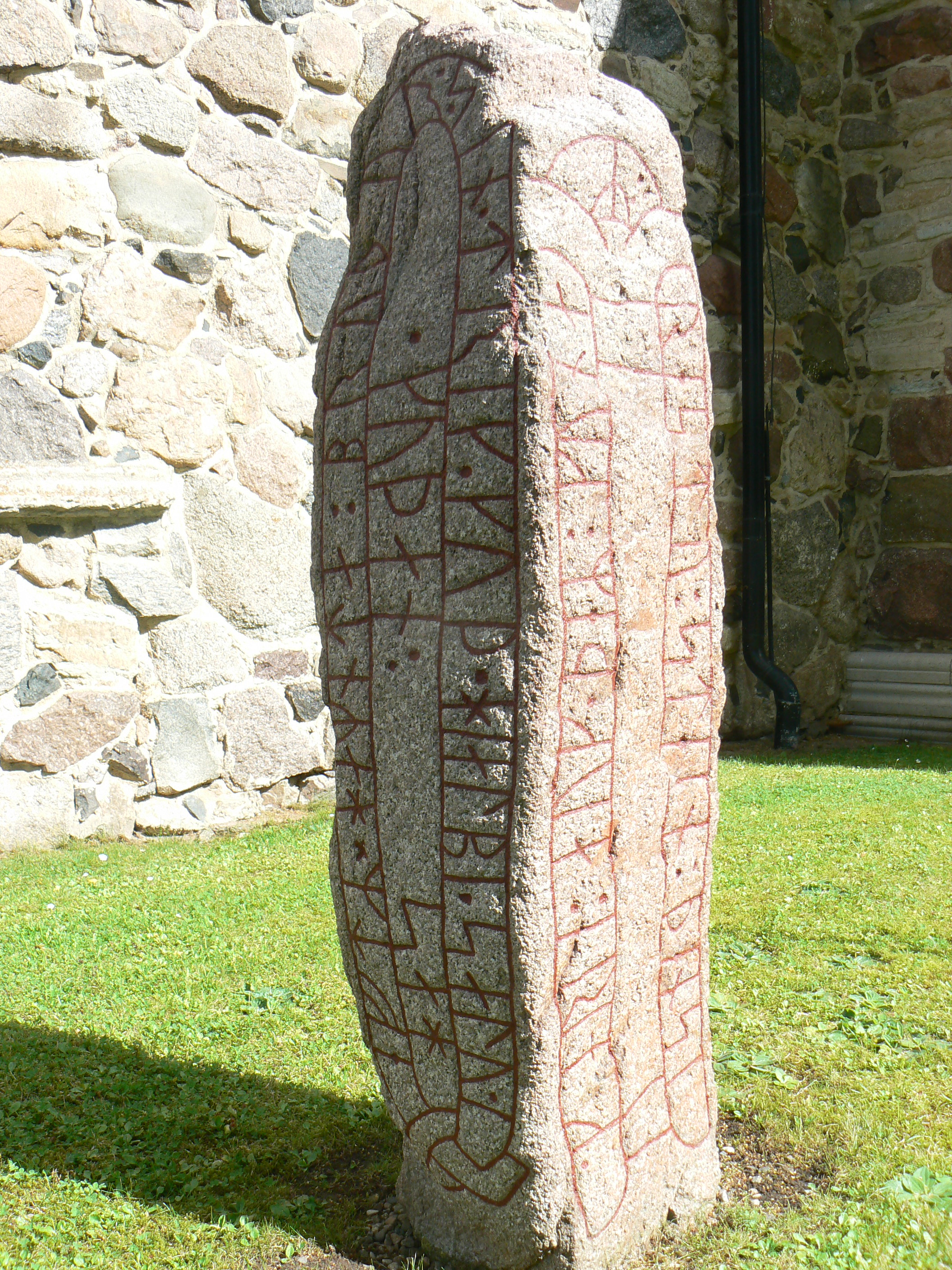
Östergötlands runinskrifter 201 vid kyrkan

Kända från socknen är åtta gravfält, stensättningar och stensträngar från järnåldern. Tre runristningar är antecknade.

## Namnet
Namnet (1334, Wetä) kommer från kyrkbyn och är troligen baserat på veit, 'vattengrav, trång gata'.

### Fotnoter
1. 1 2  Svensk Uppslagsbok andra upplagan 1947–1955: Veta socken
2. 1 2  Harlén, Hans; Harlén Eivy (2003). Sverige från A till Ö: geografisk-historisk uppslagsbok. Stockholm: Kommentus. Libris 9337075. ISBN 91-7345-139-8
3. ↑  ”Församlingar”. Statistiska centralbyrån. https://www.scb.se/hitta-statistik/regional-statistik-och-kartor/regionala-indelningar/forsamlingar/. Läst 30 december 2022.
4. ↑  Administrativ historik för Veta socken (Klicka på församlingsposten). Källa: Nationella arkivdatabasen, Riksarkivet.
5. 1 2  Sjögren, Otto (1931). Sverige geografisk beskrivning del 2 Östergötlands, Jönköpings, Kronobergs, Kalmar och Gotlands län. Stockholm: Wahlström & Widstrand. Libris 9939
6. 1 2  Nationalencyklopedin
7. ↑  Fornlämningar, Statens historiska museum: Veta socken
8. ↑  Fornminnesregistret, Riksantikvarieämbetet: Veta socken Fornminnen i socknen erhålls på kartan genom att skriva in sockennamn (utan "socken") i "Ange geografiskt område"
9. ↑  Mats Wahlberg, red (2003). Svenskt ortnamnslexikon. Uppsala: Institutet för språk och folkminnen. Libris 8998039. ISBN 91-7229-020-X. https://isof.diva-portal.org/smash/get/diva2:1175717/FULLTEXT02.pdf